# Pepita Not
Josepa Not, más conocida como Pepita Not, (Torregrossa, 1900 – Barcelona, 4 de junio de 1938) fue una militante anarcosindicalista española.

## Trayectoria
Pertenecía a una familia de campesinos humildes, y cuando era una niña quedó huérfana de madre. Con 11 años, por imposición de su padre, comenzó a trabajar como criada y cocinera de la familia de una viuda francesa que vivía en la calle de Balmes de Barcelona.
Con su amiga Ramona Berni se afilió a la Confederación Nacional del Trabajo (CNT), de la que fue una activa propagandista. En 1918, conoció al destacado militante anarquista Ricardo Sanz García, quien se convirtió en su compañero. Durante los años 1922 y 1923, formó parte del grupo armado de acción libertaria Los Solidarios, en el que hizo de correo llevando correspondencia, dinero y armamento a militantes de Asturias, País Vasco, Aragón y Cataluña.
Durante la Segunda República Española, Not participó en los grupos de apoyo a los presos con las también militantes anarcosindicalistas Rosario Dolcet Martí y Llibertat Ródenas Rodriguez. 
Murió a causa de las complicaciones en el parto de su hija, Violeta, en junio de 1938.